# Berliner Philharmonie
Die Berliner Philharmonie (kurz Philharmonie; seit der Saison 2019/20 auch Philharmonie Berlin) in der Herbert-von-Karajan-Straße 1 im Berliner Ortsteil Tiergarten ist die Heimstätte der Berliner Philharmoniker. Sie zählt mit dem Konzerthaus Berlin am Gendarmenmarkt zu den wichtigsten Konzertsälen Berlins. Von 1993 bis 1996 war die Berliner Philharmonie auf der Tentativliste der UNESCO als Kandidat für die Erhebung zum Weltkulturerbe platziert.

## Geschichte

### Vorgeschichte

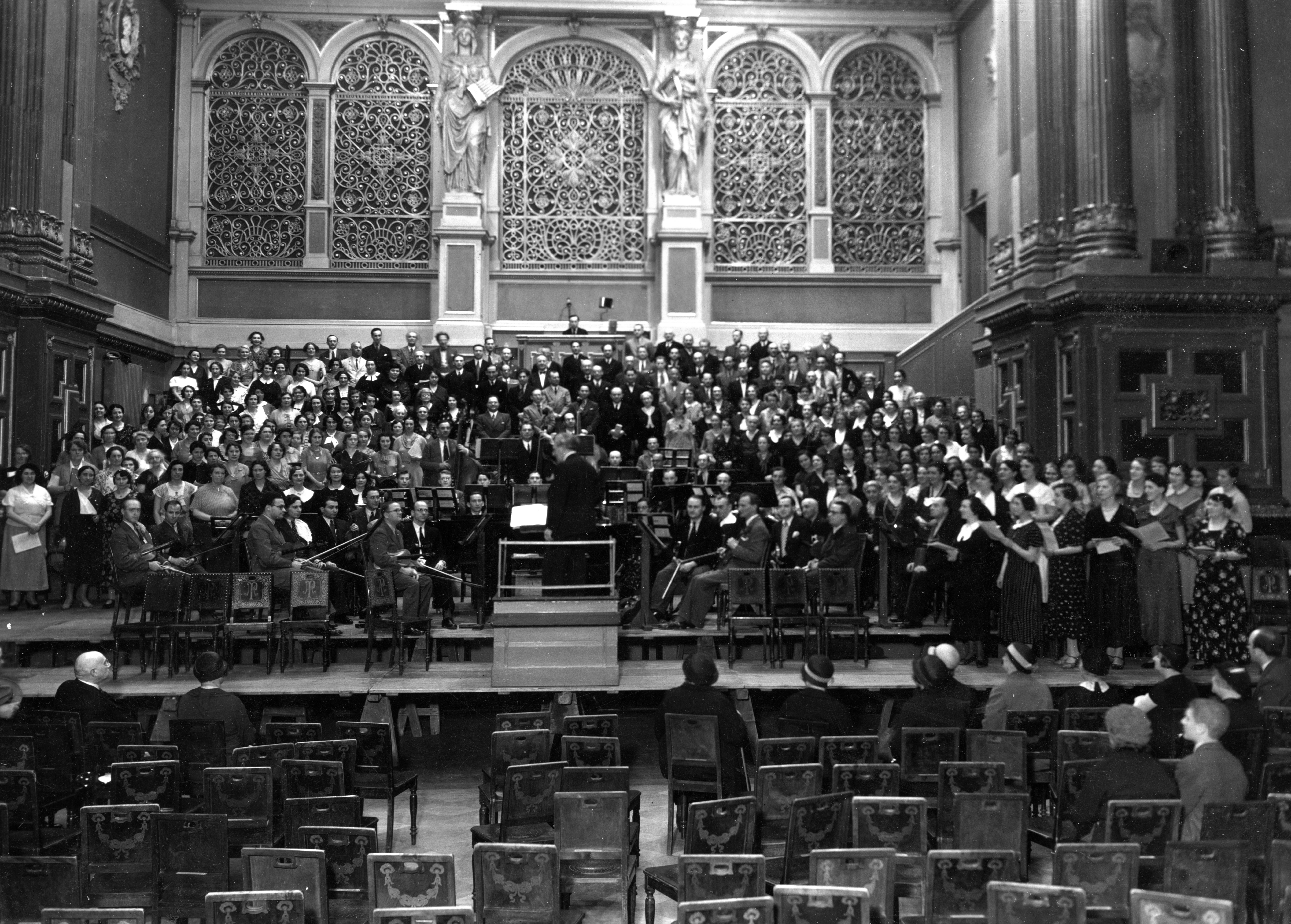
Kurt Singer dirigiert in der Berliner Philharmonie, Bernburger Straße, eine Probe mit dem Orchester des Kulturbundes Deutscher Juden für die Aufführungen von Judas Maccabaeus am 7. und 8. Mai 1934

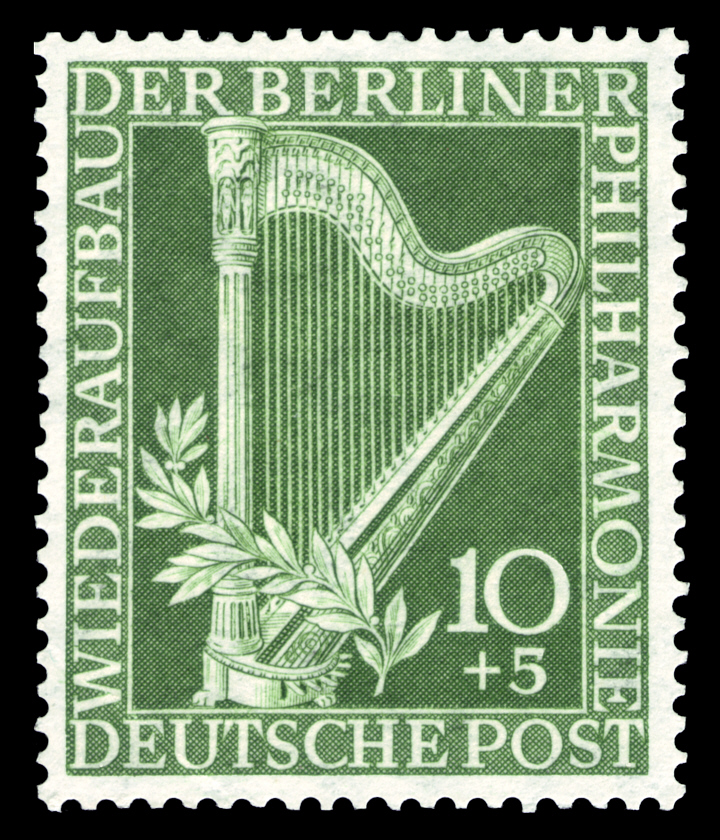
10+5-Pfennig-Zuschlagmarke der Bundespost Berlin (1950) für den Wiederaufbau der Berliner Philharmonie

Die ersten Konzerte der im Frühjahr 1882 gegründeten Berliner Philharmoniker fanden im Charlottenburger Gartenlokal Flora statt.
Die Alte Philharmonie an der Bernburger Straße 22a/23 in Kreuzberg war die erste feste Heimstatt des Orchesters. Sie war 1876 von Gustav Knoblauch als Rollschuhbahn für Ludovico Sacerdoti erbaut worden. Ab Sommer 1882 wurde sie als Spielstätte genutzt. 1888 wurde das Gebäude von Baurat Franz Heinrich Schwechten zu einem bestuhlten Konzertsaal ohne Tische umgebaut und in Philharmonie umbenannt. Der rechteckige Saal, dem „allerdings mit Stuck und Vergoldung etwas aufgeholfen war“, wurde wegen seiner hervorragenden Akustik gerühmt.
Um 1898 wurden zusätzliche Räumlichkeiten benötigt. Die Eigentümer des Gebäudes, Ludovico Sacerdoti und Sally Landeker, ließen durch Ludwig Heim im dahinterliegenden Hofbereich den Oberlichtsaal und auf einem angrenzenden Grundstück (Köthener Straße 32) den Beethoven-Saal (eröffnet Januar 1899) errichten, um Ausweichflächen zu haben.
Im Zweiten Weltkrieg wurde dieser Gebäudekomplex am 30. Januar 1944 bei einem alliierten Luftangriff zerstört. In den Nachkriegsjahren nutzten die Berliner Philharmoniker zunächst verschiedene Ausweichquartiere: Konzerte fanden zumeist im Titania-Palast in Steglitz statt, für Schallplattenaufnahmen wurde oft die Jesus-Christus-Kirche in Dahlem genutzt.
Die Landespostdirektion Berlin brachte 1950 eine Zuschlagmarke heraus, mit der für den Wiederaufbau der Berliner Philharmonie geworben wurde. Jede verkaufte Briefmarke erbrachte eine Spende von fünf Pfennig für diesen Zweck.

### Ausschreibung und Standortwahl
Die Ausschreibung für einen Neubau der Berliner Philharmonie fand 1956 durch das Land Berlin statt, 14 Architekten wurden zur Teilnahme aufgefordert. Ursprünglicher Standort sollte zunächst ein Grundstück an der Bundesallee sein, das an das Joachimsthalsche Gymnasium grenzte.
Im Januar 1957 wurde der Entwurf von Hans Scharoun mit dem ersten Preis ausgezeichnet. Allerdings fiel die Entscheidung nach 16-stündiger Beratung mit neun gegen vier Stimmen – und damit fehlte die erforderliche Drei-Viertel-Mehrheit. Damit drohte sich für Scharoun ein Trauma zu wiederholen, das er beim Neubau des Staatstheaters Kassel erlebt hatte: Er hatte dort zwar den ersten Preis erhalten, sein Plan wurde jedoch (nach anfänglichen Schwierigkeiten mit dem Baugrund) nicht umgesetzt, stattdessen wurden andere Architekten mit der Fertigstellung beauftragt. Erst nach Interventionen des Chefdirigenten Herbert von Karajan und einem Appell des Jurymitglieds Hans Heinz Stuckenschmidt in der Welt wurde Scharoun verbindlich mit der Ausarbeitung beauftragt.
In der öffentlichen Diskussion wurde der anvisierte Standort kritisiert, weil dieser zu weit entfernt von der alten Philharmonie liege. Der Baubeginn verzögerte sich dadurch erneut. Im Jahr 1959 entschied das Berliner Abgeordnetenhaus, den Neubau am heutigen Standort zu errichten.
Die Wahl des neuen Standorts war auch ein Zeichen gegen die Gigantomanie des Nationalsozialismus: An dieser Position war von Albert Speer im Rahmen der Umgestaltung Berlins zur „Welthauptstadt Germania“ eine riesige Soldatenhalle als Ehrenmal für die im Ersten Weltkrieg gefallenen deutschen Soldaten geplant gewesen. Unmittelbar neben dem Grundstück stand zudem das Verwaltungsgebäude der nationalsozialistischen Aktion T4. Das Gebäude wurde 1944 durch alliierte Bombentreffer schwer beschädigt und später abgerissen. Heute ist an der Stelle neben der Philharmonie eine Gedenkstätte errichtet, deren Erweiterung im September 2014 eingeweiht wurde.

### Bau und Eröffnung
Die neue Philharmonie entstand schließlich nach Entwürfen von Hans Scharoun als erster Bau des in der Nachkriegszeit geplanten Kulturforums. Sie wurde in einer Bauzeit von 37 Monaten erbaut (Grundsteinlegung: 15. September 1960, Richtfest: 1. Dezember 1961, Eröffnung: 15. Oktober 1963). Die Baukosten betrugen ca. 17 Millionen DM (kaufkraftbereinigt heute rund 44 Millionen Euro).
Die Einweihung war ursprünglich erst für das Frühjahr 1964 geplant, wurde aber (gegen die Bedenken des Baustabes) vorverlegt, um den im Herbst beginnenden Turnus der regulären Spielzeit zu ermöglichen. Die Rede zur Eröffnung der neuen Philharmonie hielt der Architekturkritiker Adolf Arndt. Das Eröffnungskonzert (Beethovens Sinfonie Nr. 9) bildete den Abschluss der Berliner Festwochen 1963.

### „Goldene“ Fassadenverkleidung

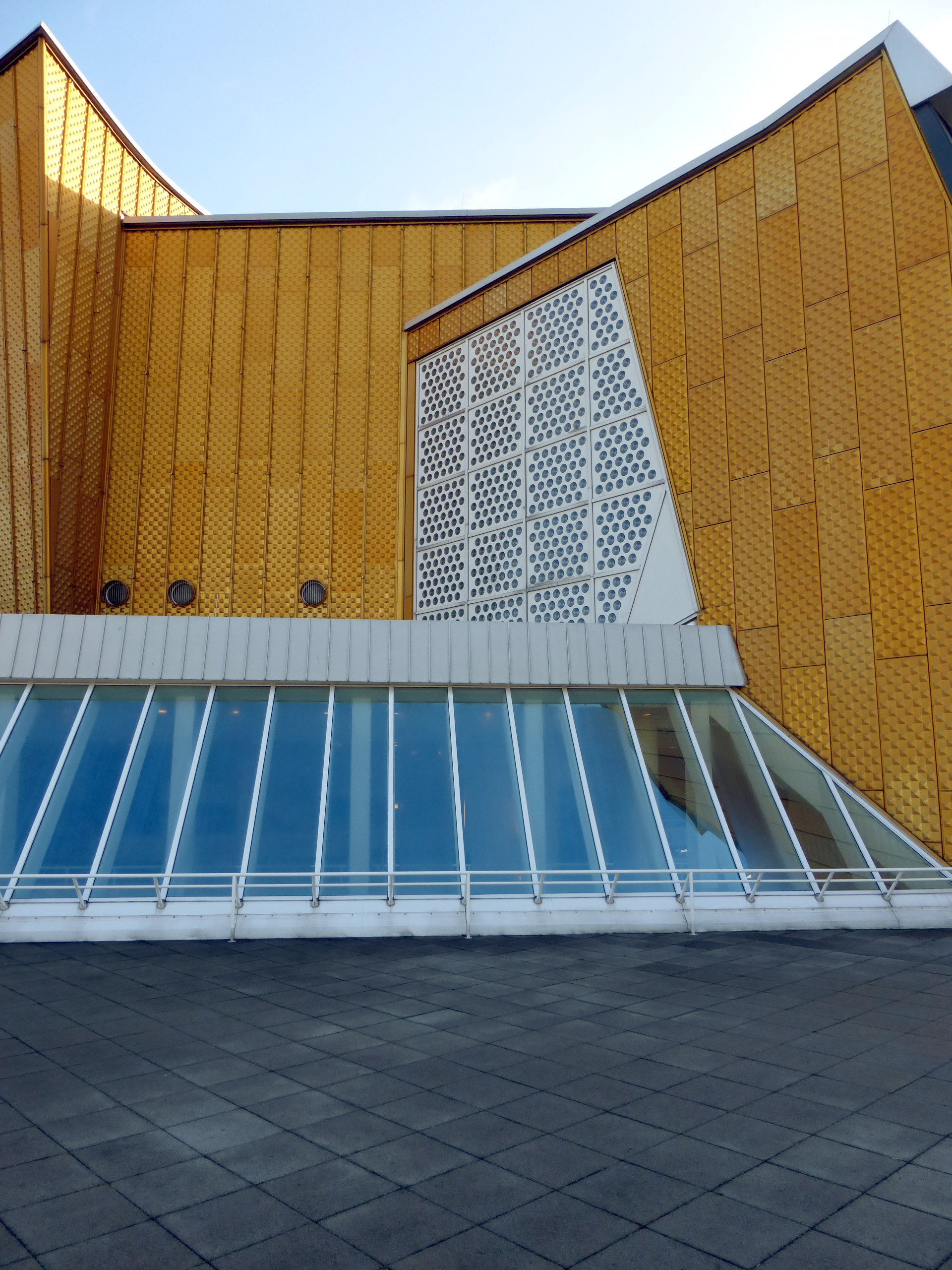
„Goldene“ Fassadenverkleidung des Kammermusiksaals

Scharoun hatte eine Fassadenverkleidung geplant, jedoch wurde diese aus Kostengründen zunächst nicht umgesetzt, stattdessen erhielt die Betonfassade lediglich einen provisorischen ockerfarbenen Anstrich. Die Farbe Ocker wurde als Referenz auf den traditionellen Farbton märkischer Schlösser und Herrenhäuser gewählt. Nachdem nur wenige Jahre später Feuchtigkeitsschäden an der Umschalung der Philharmonie entstanden waren, wurde das Thema der Verkleidung wieder aufgegriffen.
Erst in den Jahren 1979–1981, nach der Fertigstellung der gegenüberliegenden Staatsbibliothek, ließ der Senat von Berlin eloxierte Aluminiumplatten mit goldfarbener Oberfläche nachträglich anbringen. Dabei wurde ein Detail realisiert, auf das bei der goldenen Verkleidung des Hochmagazins der Staatsbibliothek aus Kostengründen verzichtet wurde: Die einzelnen goldeloxierten Aluminiumplatten wurden mit transluziden Polyesterhauben versehen. Bei der Staatsbibliothek hatte sich Scharoun dadurch einen subtilen Lichteffekt in Zusammenhang mit der darunterliegenden Pyramidenstruktur der Aluplatten versprochen. Die goldene Außenhaut der Philharmonie wirkt allerdings im Vergleich mit dem Kammermusiksaal stumpf und schmutzig. Dies liegt daran, dass beim Kammermusiksaal keine transluziden Abdeckungen angebracht wurden.
Die goldfarbenen Platten entsprechen nicht zweifelsfrei der Planung von Scharoun: Dieser hatte quadratische „Farbtafeln“ mit einem dreidimensionalen Muster vorgesehen. Die an der Südseite des Schornsteins angebrachten weißen Platten entsprechen dieser ursprünglich geplanten Verkleidung, wie man sie auch noch auf späten Bauzeichnungen erkennen kann. In der späteren Bauphase waren die Prototypen zusätzlich noch mit roséfarbenen und grauen Flächen ausgestattet.
Auf der Westseite der Philharmonie um das Nottreppenhaus kann man alle drei Typen der Außenverkleidung sehen: am Schornstein die weißen Kunststoffplatten, die ungefähr der ursprünglichen Planung entsprechen; links davon die mit Polyesterplatten abgedeckten goldeloxierten Aluminiumplatten und rechts davon (am Treppenhaus selbst) die goldeloxierten Platten ohne Abdeckung.

### Ergänzung des Kammermusiksaals

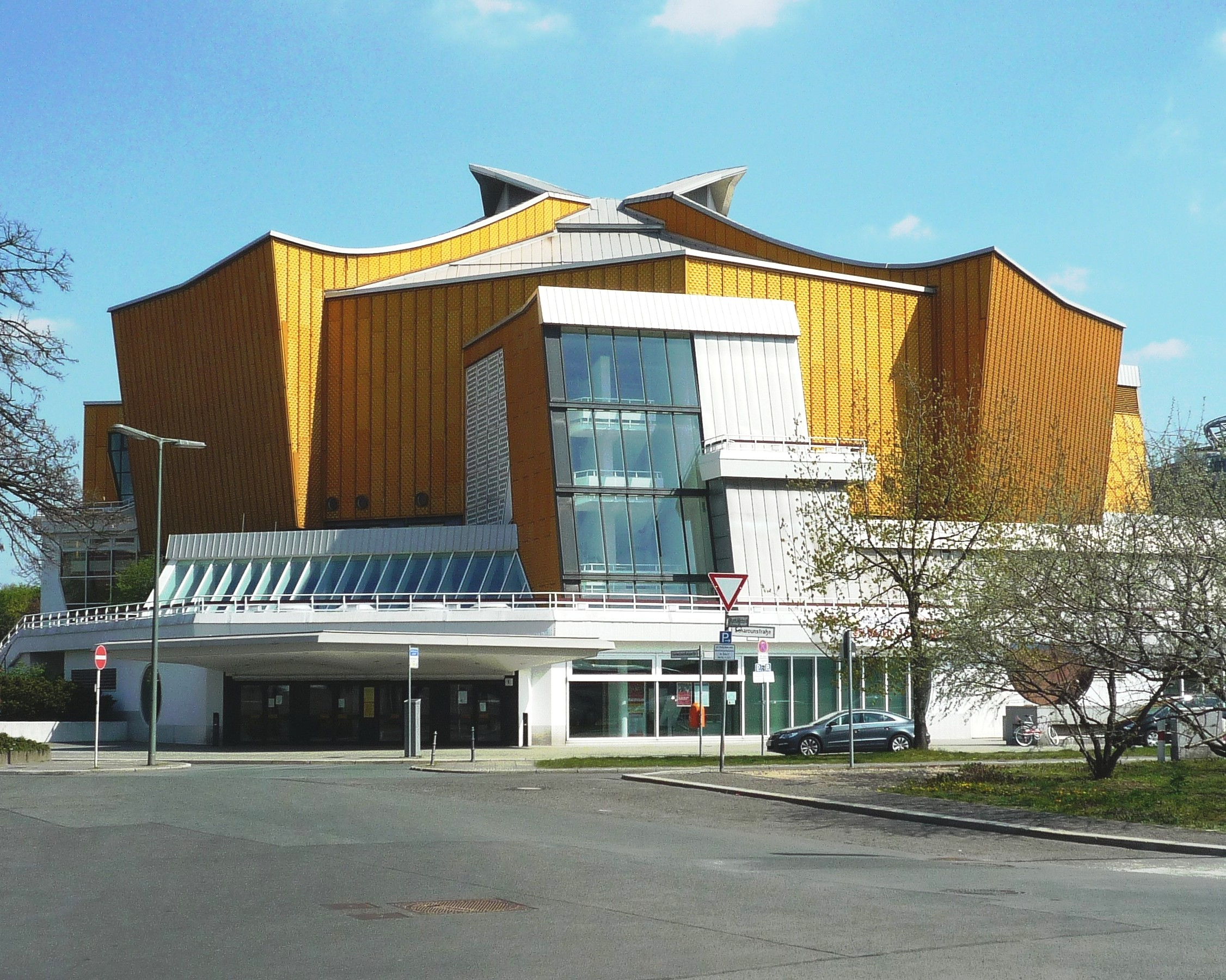
Kammermusiksaal

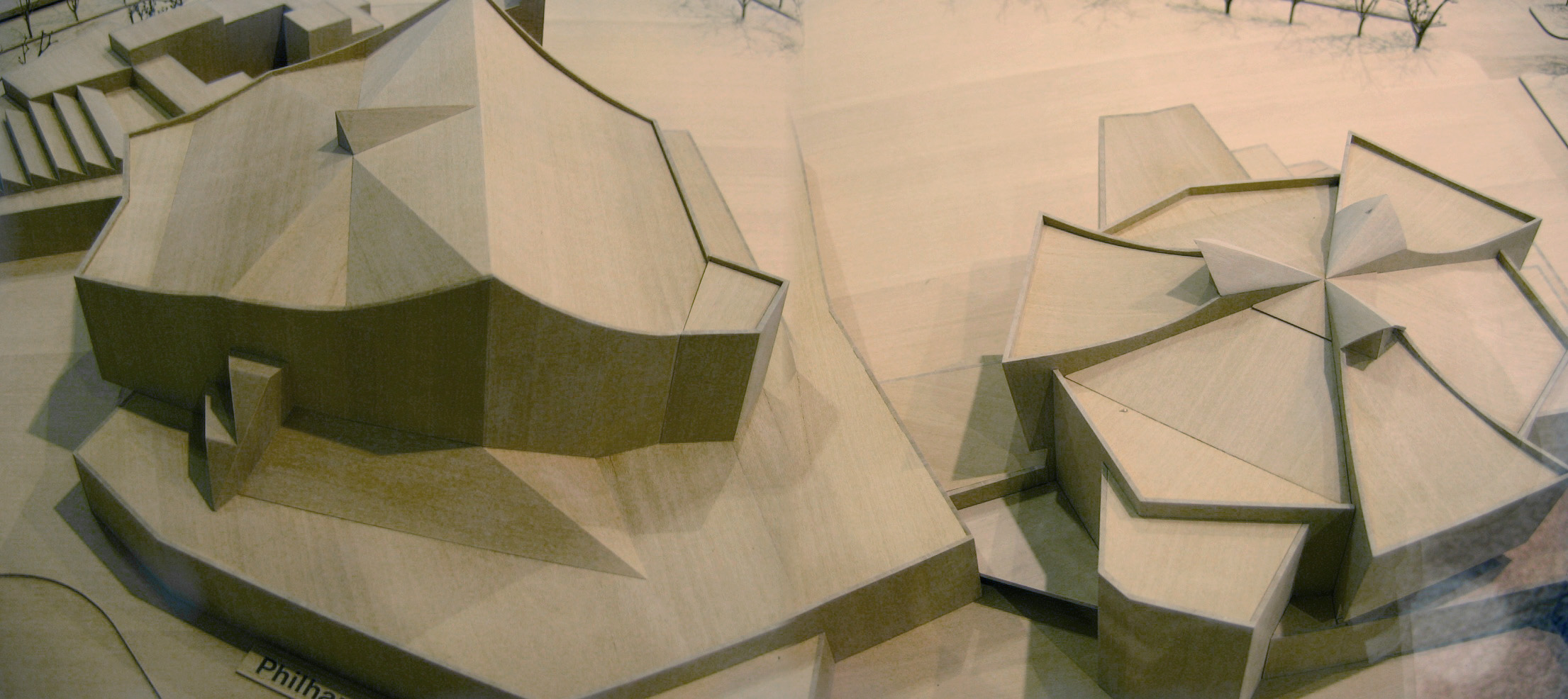
Holzmodell von Philharmonie (links) und Kammermusiksaal (rechts)

Zwischen 1984 und 1987 entstand neben der Philharmonie der Kammermusiksaal nach Plänen von Edgar Wisniewski auf der Basis der ursprünglichen Planung Hans Scharouns. Die Baukosten betrugen rund 123 Millionen DM, fünfmal so viel wie ursprünglich geplant. Die beiden Gebäude sind miteinander verbunden.
Wisniewski hatte frühzeitig auf die Realisierung des Kammermusiksaals gedrängt. Nach seiner Vorstellung hätte es den Saal schon in den 1960er Jahren geben sollen. In den 1970er Jahren organisierte er zahlreiche Benefizkonzerte und sammelte Spenden, unterstützt von der Gesellschaft der Freunde der Philharmonie. Der Regierende Bürgermeister von Berlin, Richard von Weizsäcker, machte allerdings erst 1983/1984 den Weg frei, als die 750-Jahr-Feier Berlins (1987) geplant wurde. Die Eröffnung fand am 28. Oktober 1987 statt. Beim Eröffnungskonzert trat Anne Sophie Mutter auf, der 79-jährige Herbert von Karajan dirigierte vom Cembalo aus, Bundeskanzler Helmut Kohl war unter den Gästen.
Im Kammermusiksaal musizieren die Kammermusik-Ensembles der Berliner Philharmoniker (beispielsweise die 12 Cellisten und das Philharmonische Bläserquintett Berlin, insgesamt gibt es mehr als 30), aber auch andere Ensembles und Künstler.

### Renovierung der Saaldecke
Am 28. Juni 1988 löste sich vor Beginn einer Generalprobe ein 1 m² großes Stück Putz von der Decke im Konzertsaal. Niemand wurde verletzt. Nach diesem Vorfall wurde unter der Decke zunächst ein Netz zum Schutz von Publikum und Musikern angebracht. Anfang 1991 wurde die Philharmonie dann für über ein Jahr geschlossen und die Decke komplett renoviert. Die vorher als freischwingende Rabitzdecke ausgeführte Konstruktion wurde durch eine Betondecke ersetzt. Im April 1992 erfolgte die Wiedereröffnung des renovierten Saals unter Claudio Abbado.

### Feuer
Am 20. Mai 2008 brach, verursacht durch Schweißarbeiten unterhalb des Metalldaches im Bereich des Großen Saales, ein Feuer aus. Zu diesem Zeitpunkt fand im Foyer gerade das dienstags übliche Lunchkonzert statt, dessen Besucher Zeugen der Rauchentwicklung wurden und das deshalb abgebrochen wurde. Die Feuerwehr war sehr schnell am Brandort und verhinderte größere Schäden. Nach Reparaturen konnten ab 2. Juni 2008 wieder Konzerte stattfinden. Die Leitung der Philharmoniker veranstaltete später ein Dankeskonzert für die Feuerwehrleute.

### Sanierung
Bis 2032 wird die Berliner Philharmonie mehrjährig grundsaniert und der große Saal muss geschlossen werden. Als Ausweichspielstätte ist ein dafür umgestalteter Hangar am ehemaligen Flughafen Tempelhof vorgesehen.

## Architektur

### Lage

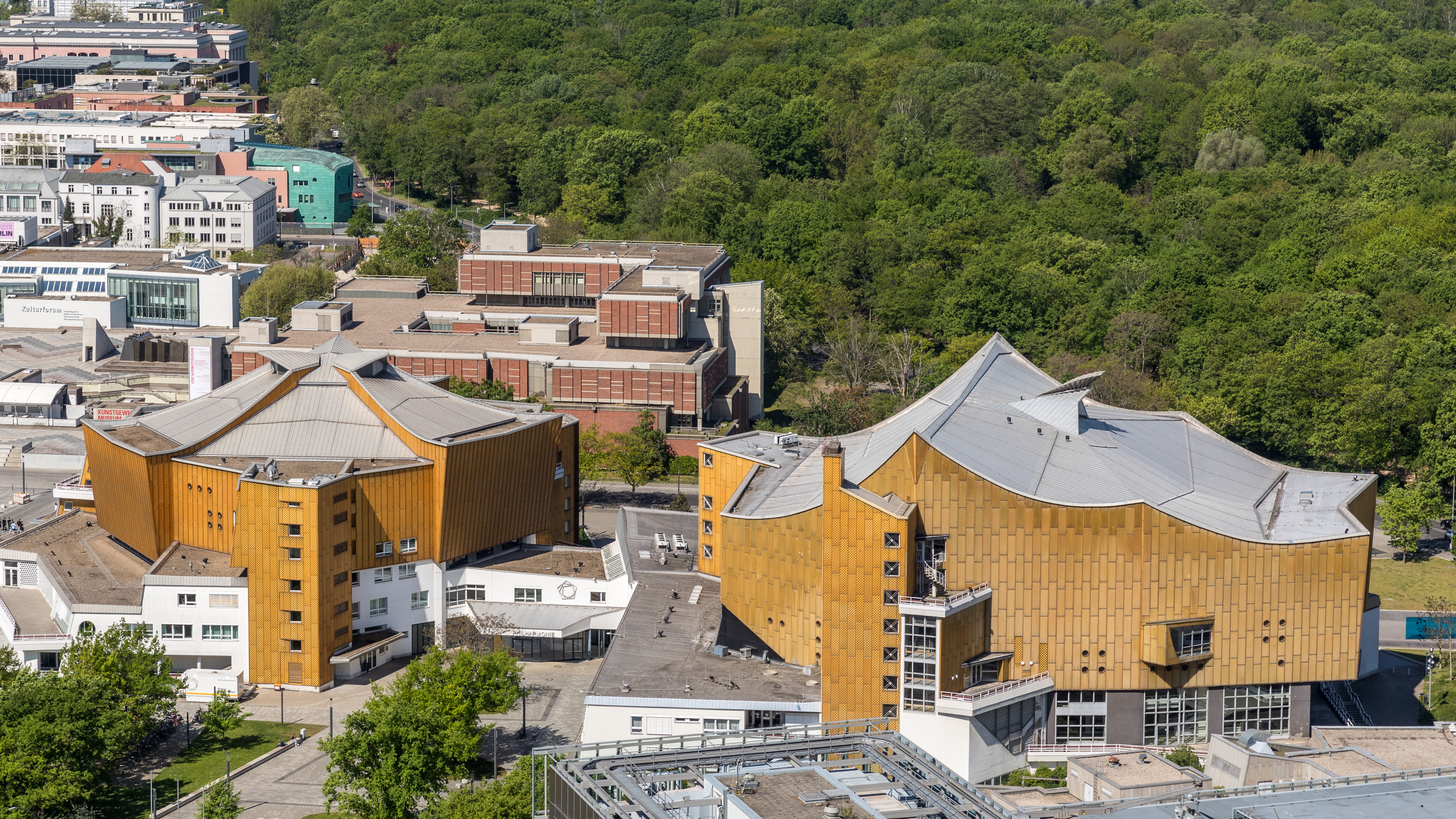
Philharmonie (rechts) und Kammermusiksaal (links) von oben

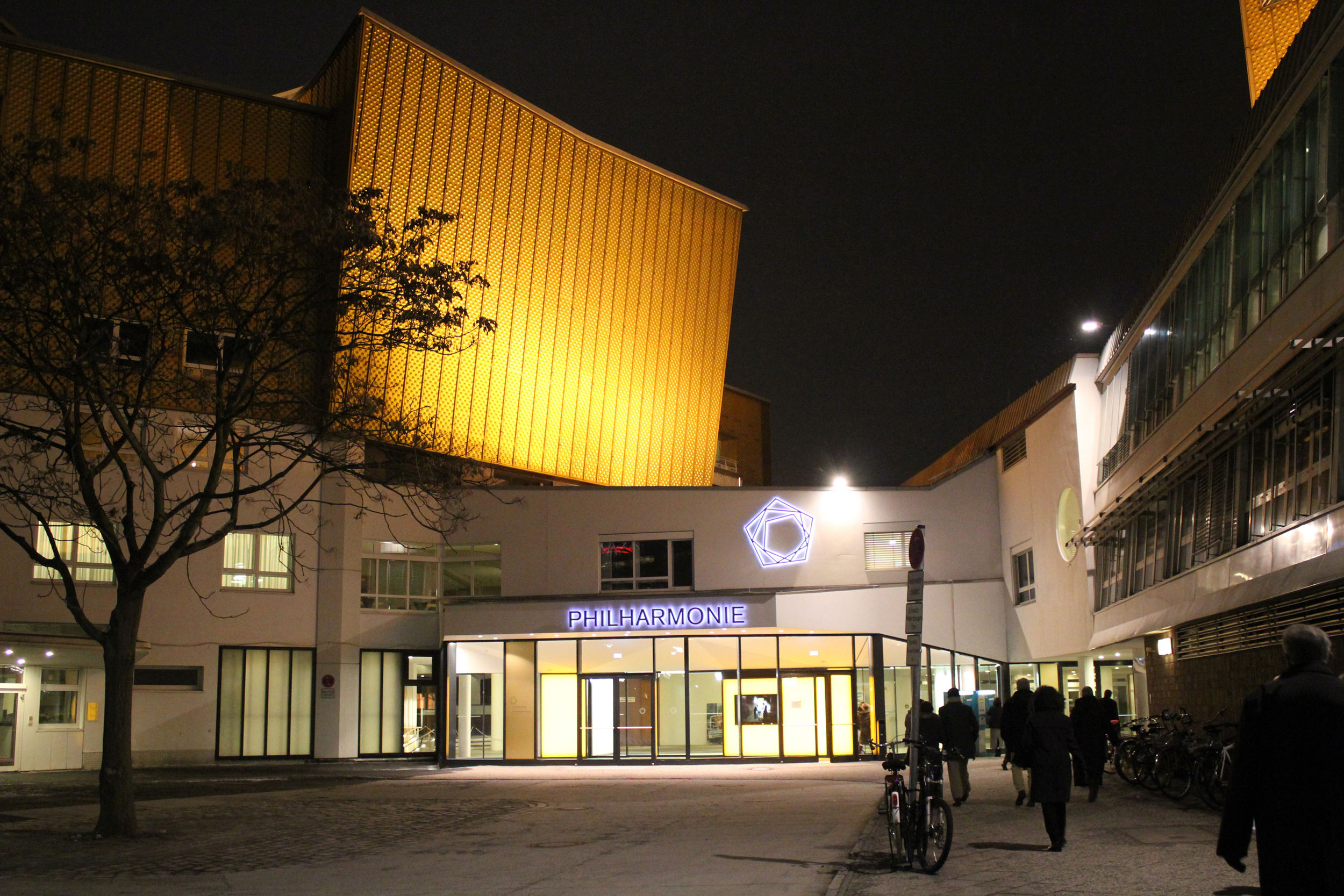
Der neugestaltete Hintereingang am Übergang zwischen Philharmonie und Kammermusiksaal 2013

Der Bau gehört heute zusammen mit dem Kammermusiksaal, dem Musikinstrumenten-Museum Berlin und anderen Gebäuden zum Kulturforum Berlin. Er befindet sich in direkter Nachbarschaft zu Ludwig Mies van der Rohes Neuer Nationalgalerie und zum Potsdamer Platz mit dem ebenfalls nach Plänen von Scharoun erbauten Staatsbibliothek Potsdamer Straße.
Der Haupteingang liegt in Richtung Tiergarten, die Rückseite zum Potsdamer Platz, auf Grund der damaligen Berliner Mauer der geteilten Stadt.
Über den Verbindungsgang zwischen Philharmonie und Kammermusiksaal lassen sich beide Gebäude auch von der Parkplatzseite aus betreten. Durch eine Gestaltung von 2009 wurde dieser rückseitige Eingang aufgewertet.

Philharmonie, Ansicht von Süden

### Außengestaltung
Wegen ihrer zirkusartigen Bauform mit dem Konzertpodium in der Mitte wurde die Philharmonie bereits kurz nach Fertigstellung scherzhaft Zirkus Karajani genannt, auch in Anspielung auf den damaligen Chefdirigenten der Berliner Philharmoniker Herbert von Karajan. Die Bezeichnung soll dem Berliner Volksmund entstammen.
Gestalterische maritime Anleihen von des Bremerhavener Scharoun sind die Bullaugen. Die Architektur differiert in einer weiß gehalten horizontale Basis (Foyer und Verwaltungstrakt), und dem emporragenden goldenen (damals beigenfarbenen) Baukörper des Konzertsaales. An der Nord- und Westseite läuft außen eine terrassenartige Galerie um das Gebäude, die in den Pausen für das Publikum geöffnet werden kann, und von der auch der Garten erreichbar ist. Durch das Foyer erhält das Gebäude von der Seite des Haupteingangs eine ähnliche terrassenartige Staffelung wie die gegenüberliegende Staatsbibliothek. Prägnant sind hier auch die großen Flächen der Oberlichter über dem Kassenbereich und dem Foyer, die im Inneren zu dessen hellem und offenem Raumeindruck beitragen.

### Innengestaltung

#### Konzertsaal

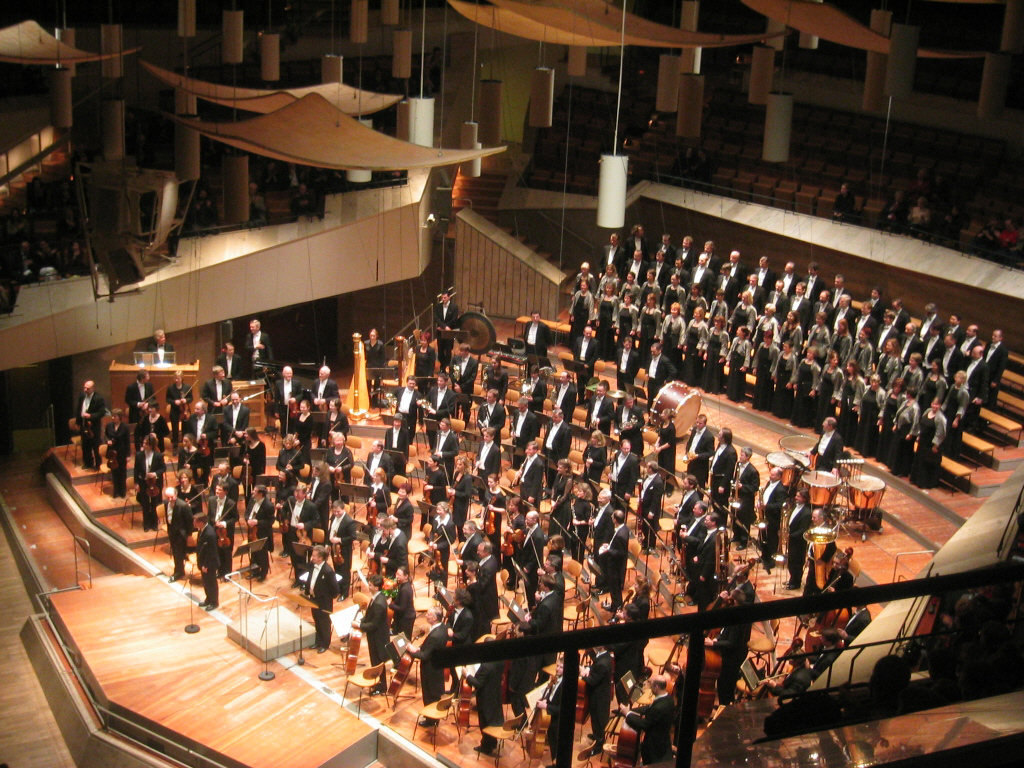
Das Rundfunk-Sinfonieorchester Berlin (mit dahinter stehendem Rundfunkchor) in der Philharmonie.
Die Zuhörer sitzen auf allen Seiten des Konzertpodiums, im Bild zu sehen sind die Blöcke H (hinter dem Chor) und E (links im Bild hinter dem Orchester). Ebenfalls erkennbar sind die über der Bühne hängenden Akustik-Reflektoren (siehe unten) und die unauffällige Bild- und Tontechnik, die seit 2008 auch für die Livestream-Wiedergabe der Konzerte durch die Digital Concert Hall genutzt wird.

Der Saal der Philharmonie bietet 2250 Sitzplätze.
Der Aufbau des Saals ist asymmetrisch und zeltartig und basiert im Grundriss auf dem Prinzip dreier ineinander versetzter Fünfecke, die bis heute als Logo der Berliner Philharmoniker fungieren. Die Asymmetrie ist jedoch im Grundriss des Saals nur sehr subtil umgesetzt und wird konkret besonders durch Details im Saal erreicht: Unter anderem fällt im linken Bereich ein Block des Zuschauerranges weg, in dem zwei Studios untergebracht sind, auf der gegenüberliegenden Seite befindet sich die Orgel und dahinter ein leerer Regieraum, der bei externen Produktionen mit Studioausstattung bestückt werden kann.
Die Sitze bieten durch die ringsum unregelmäßig ansteigenden Logenterrassen von allen Seiten gute Sicht auf die fast mittig platzierte Bühne. Durch diese besondere Anordnung wird die Trennung zwischen Künstler und Publikum weitgehend verringert; von den entsprechenden Plätzen können die Zuschauer beispielsweise dem Dirigenten bei der Vorführung ins Gesicht schauen, wodurch die hinsichtlich ihrer akustischen Ausgewogenheit weniger vorteilhaften Plätze beispielsweise direkt hinter dem Schlagwerk (Block H) eigene Qualitäten bekommen. Viele Künstler schätzen es, bei einem Auftritt in der Philharmonie inmitten der Zuhörer zu sitzen; diese wiederum können die Akteure je nach Sitzplatz von allen Seiten beobachten. Es gab jedoch auch schon Dirigenten und Musiker, die nicht derart im Mittelpunkt stehen wollten und ihren Auftritt hier absagten (z. B. Hans Knappertsbusch) oder in öffentlichen Kommentaren leidenschaftliche Ablehnung demonstrierten (Otto Klemperer oder Paul Hindemith).
Scharoun selbst bezeichnete die Anordnung der Besucherblöcke als „aufsteigende Weinberge“. Die Terrassenstaffelung bricht die sonst übliche zusammenhängende Struktur des Publikums auf: Die Blocks gruppieren jeweils ca. 75–100 Plätze zusammen und sind so gleichzeitig „intim“ auf der sozialen Dimension, und trotzdem akustisch und physisch zusammenhängend. Steigung und Anordnung sind jeweils so gestaltet, dass die Zuschauer sich gegenseitig möglichst wenig im Sichtfeld zur Bühne behindern.
Der Bruch mit der traditionellen Konzertsaal-Aufteilung durch die fast mittige Positionierung des Orchesters wird von Kritikern seit jeher auch als eine Neudefinition des sozialen Konstrukts der Konzertaufführung interpretiert. So schrieb die Berliner Zeitung beispielsweise anlässlich des 50. Jubiläums der Philharmonie: „Ist es nicht im Gegenteil so, dass der offenere Raum der Philharmonie die Entfaltung jeder Musik ermöglicht, während sie im Konzerthaus Teil eines bürgerlichen Rituals wird, dessen Einhaltung von den Gipsköpfen von Bach bis Prokofjew überwacht zu werden scheint?“
Sowohl die Bühnenposition als auch die charakteristische Terrassenstruktur dienten zahlreichen Konzertsaal-Neubauten später als Vorbild (s. u.). Eine ähnliche Terrassenarchitektur für die Besucherränge gab es allerdings schon im Mozart-Saal der 1956 eröffneten Stuttgarter Liederhalle.

#### Foyer
Entgegen der traditionellen Aufteilung liegt das Foyer rechts vom Konzertsaal (der Haupteingang ist an der Ecke des Gebäudes). Durch die terrassenartige Staffelung der Zuschauerränge im Konzertsaal wird das Foyer von Treppenaufgängen dominiert, die ein „labyrinthisches Astwerk“ bilden. Durch diese beiden Umstände wird die intuitive Orientierung irritiert und es fällt Besuchern bisweilen schwer, zu ihren Plätzen die richtigen Zugänge (von denen es insgesamt 27 Stück gibt) zu finden. Als Anhaltspunkt zur Orientierung lassen sich die vier schrägen Stützpfeiler im hinteren Teil des Foyers verwenden, um die heute die Bar gebaut ist: Diese stützen den darüberliegenden Block C der Zuschauerränge und markieren genau die Mittelachse zwischen der linken und rechten Seite des Saals. In der Fensterfront direkt davor befinden sich Glasbaustein-Elemente, die mit ihrer A-Form ebenfalls genau die Mitte der Rückseite des Gebäudes aufzeigen.
Die spezifische Gestaltung innenarchitektonischer Details wie der Treppengeländer, des Fußbodens und der Fenster (siehe auch Abschnitt Kunst am Bau) wurde von Scharoun rund zehn Jahre später auch in der gegenüberliegenden Staatsbibliothek zu Berlin verwendet, weshalb sich nicht nur durch die prägnante goldfarbene Fassadenverkleidung, sondern auch an der Innenarchitektur der beiden Gebäude eine gestalterische Verwandtschaft erkennen lässt.

### Kunst am Bau

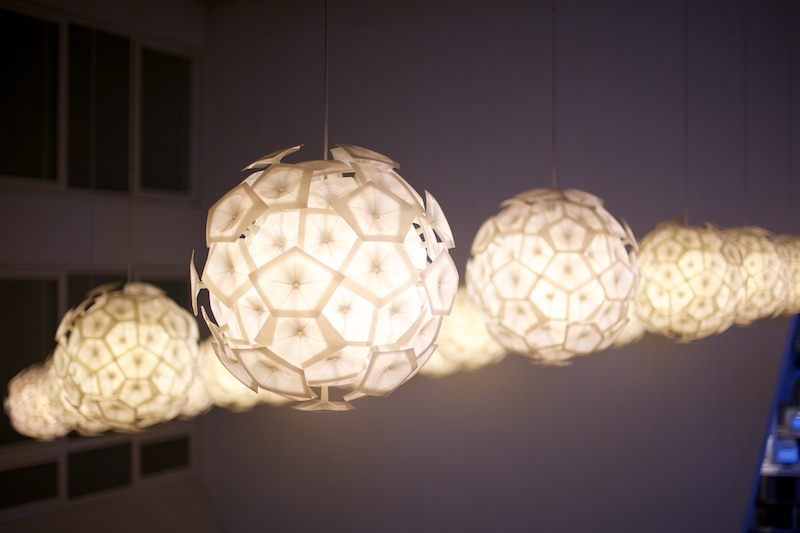
Philharmonieleuchte I
von Günter Ssymmank, hier im Treppenaufgang der Staatsbibliothek

- Der Fußboden im Foyer wurde von Erich Fritz Reuter (1911–1997) gestaltet.
- Die Farbglasfenster an der Nordwestseite wurden von Alexander Camaro (1901–1992) entworfen.
- Die Philharmonieleuchte I im Foyer stammt von Günter Ssymmank (1919–2009).
- Die Gartengestaltung wurde von Hermann Mattern (1902–1971) entworfen.

Alle vier genannten Künstler wirkten auch bei der Gestaltung der gegenüberliegenden Staatsbibliothek zu Berlin mit.
- Die Plastik auf der Dachspitze (Phoenix) stammt vom Bildhauer Hans Uhlmann.
- Bernhard Heiliger (1915–1995) gestaltete die Skulptur im Foyer. Heiliger sollte später auch zwei weitere Werke für die Staatsbibliothek fertigen.
- Das Mobiliar im Foyer und in den Räumen hinter der Bühne wurde von Piter G. Zech entworfen.
- Zwischen der Philharmonie und der Tiergartenstraße gibt es eine kleine Grünfläche, an der 1959 eine Skulptur des Orpheus aufgestellt wurde. Sie stammt aus der Werkstatt von Gerhard Marcks.[32]
- Direkt über dem Haupteingang befindet sich ein schlichter Schriftzug aus Edelstahl mit dem Symbol des Gebäudes darüber, einem mehrfach ineinander verschachtelten Fünfeck. Schrift und Symbol sind 2010 von der Firma Fittkau Metallbau und Kunstschmiede erneuert worden.

### Kammermusiksaal

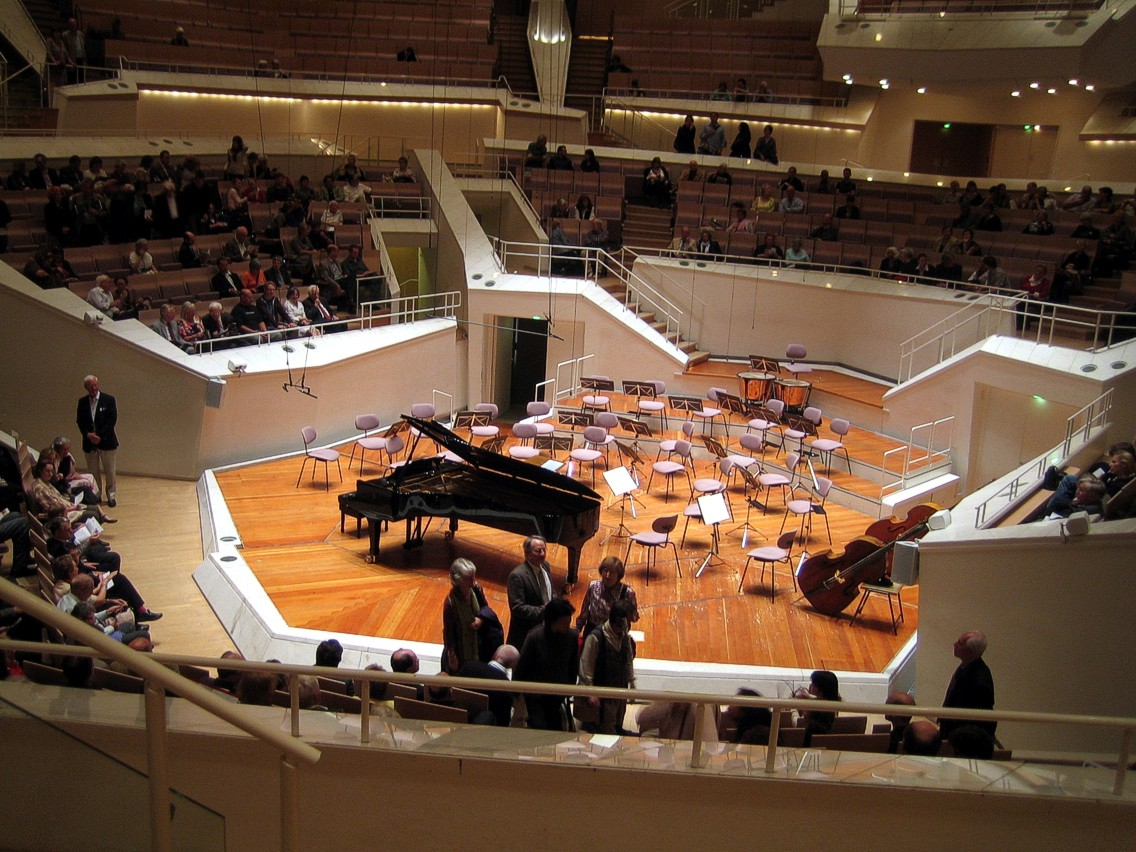
Kammermusiksaal, Innenansicht

Der von 1984 bis 1987 erbaute Kammermusiksaal fasst 1136 Zuschauer und ist damit ungewöhnlich groß für einen Kammermusiksaal. Ursprünglich hatte Kultursenator Werner Stein 1969 nur 950 Sitzplätze vorgegeben.
Der Kammermusiksaal gilt nicht als Bestandteil der Philharmonie, sondern als ihr „kleiner Bruder“. Wie diese hat er eine zeltartige Gestalt. Die Musiker treten hier ebenfalls im Zentrum des Konzertsaals auf.

## Akustik
Die Philharmonie stellte mit der fast mittigen Positionierung des Orchesters neue Herausforderungen an die akustische Gestaltung. Der gelegentlich kolportierte Eindruck, der Saal hätte eine ursprünglich schlechte Akustik besessen, die dann erst nach und nach auf ein akzeptables Niveau gehoben werden musste, ist nicht korrekt.
Zu dieser Auffassung hat beigetragen, dass bei der Bauausführung aus Kostengründen auf ein ursprünglich geplantes aufwendigeres Podium verzichtet wurde, was zunächst zu vereinzelten Problemen in der Hörbarkeit einzelner Instrumentengruppen führte. Die finale Nachbesserung erfolgte – nach diversen Zwischenlösungen – erst über ein Jahrzehnt nach Eröffnung (s. u.). Die starke Öffentlichkeitswirkung des neueröffneten Gebäudes bescherte auch den bisweilen scharf und übertrieben geäußerten Kritiken eine prominente Position in der Debatte. So bezeichnete der Intendant Wolfgang Stresemann die anfängliche Akustik der Philharmonie später als „sehr, sehr schlecht – hundmiserabel schlecht“.
Im Gegensatz dazu war der Saal von Anfang an akustisch durchdacht – im Sinne von Scharoun, der seine Architektur „von innen nach außen“ plante.
Bei der Planung arbeitete Scharoun schon in der frühestmöglichsten Planungsphase, bei dem Entwurf seines Wettbewerbsbeitrages, eng mit Lothar Cremer von der Technischen Universität Berlin zusammen, der als Berater dafür sorgte, dass das Konzept der Podiumsposition mitten im Publikum auch akustisch optimal umgesetzt wurde. Vor und während der Bauzeit wurde auch mit Modellen im Maßstab 1:9 gearbeitet: Mit elektrischen Funken wurden darin Knallimpulse erzeugt, um davon Echogramme aufzunehmen. (Forschungsziel war hier nicht das Einstellen der Nachhallzeit, sondern das Erkennen und die Korrektur von Flatterechos.)
Bei der Raumakustik können insbesondere drei Aspekte unterschieden werden:
- Klang im Raum: Zeit und Charakter des Nachhalls, Raumresonanzen, Flatterechos etc.
- Ausgewogenheit des Klangbildes für die Konzertbesucher: Verteilung des Schalls im Raum, Hörbarkeit der Instrumente
- Ausgewogenheit des Klangs auf dem Podium/Bühne: Hörbarkeit für die Musiker untereinander

### Klang im Raum
Für die Nachhallzeit bei Konzertsälen für Symphonieorchester wird bei dieser Raumgröße ein Wert von ca. zwei Sekunden in den mittleren Frequenzen (bei voll besetztem Haus) als optimal angesehen, kürzere Zeiten werden als „mumpfig“ bzw. „trocken“ wahrgenommen (Wohnzimmeratmosphäre), längere lassen den Klang schnell verwaschen (deshalb wird beispielsweise ein Symphonieorchester in einer großen Kirche nicht mehr als angenehm empfunden). Dieser Wert wird auch in der Philharmonie erreicht.
Um den akustischen Unterschied zwischen Probesituation (ohne Publikum) und Konzertsituation (mit besetzten Plätzen) möglichst gering zu halten, wurden beispielsweise die Unterseiten der Sitzflächen mit schallabsorbierenden Polstern versehen. Im unbesetzten Saal herrscht so eine ähnliche Nachhallzeit wie mit besetzten Stühlen.
Der Saal bietet mit seinem asymmetrischen Grundriss und durch das Fehlen paralleler Flächen optimale Bedingungen, um klassische Probleme wie Flatterechos und stehende Wellen (Raumresonanzen) zu vermeiden. Die Decke des Saals ist mit 136 prismenförmigen Helmholtz-Resonatoren ausgestattet, die mit schallabsorbierendem Material gefüllt sind und zudem durch Regulierung der Spaltöffnung stimmbar sind. Durch ihre Form fungieren sie gleichzeitig als Diffusoren und sorgen so zusätzlich für eine Zerstreuung der sogenannten „frühen Reflexionen“, der direkt hörbaren und ortbaren Reflexionen. Durch diese Maßnahmen erreicht die Philharmonie ihren spezifischen Charakter des Nachhalls, der von einem geringen Anteil früher Reflexionen und einem höheren Anteil diffusen Nachhalls geprägt ist – und damit das Gegenteil der traditionellen rechtwinkligen Säle wie beispielsweise beim Konzerthaus am Gendarmenmarkt.

### Ausgewogenheit des Klangbildes für die Konzertbesucher
Der oben genannte Charakter des Raumklangs führt auch zu der ausgezeichneten Ortbarkeit der primären Klangquellen (also der einzelnen Instrumente) und Trennschärfe der Klangfarben. Die gleichmäßige Verteilung des Schalls im Raum wird maßgeblich von der mehrfach konvexen Decke geleistet. Diese geht auf eine Idee von Lothar Cremer zurück: Scharoun hatte zunächst eine kuppelartige Konstruktion vorgesehen.
Ein wesentlicher Kritikpunkt war anfänglich allerdings genau dieser Aspekt der Ausgewogenheit des Orchesterklangs, insbesondere die Streicher waren häufig nicht laut genug wahrnehmbar. Als Ursache hierfür wurde schnell die zu tiefe Position des Podiums im Saal ausgemacht. „Scharouns Talsohle war offenbar zu tief geraten“ kommentierte der damalige Intendant Wolfgang Stresemann, in Anspielung auf eine Beschreibung des Saals durch Scharoun.
Ironischerweise war ursprünglich ein höheres Podest geplant, jedoch aus Kostengründen nicht realisiert worden. Die Nachbesserung der Podiumshöhe sollte sich über mehr als ein Jahrzehnt erstrecken:
- 1964 wurde im Sommer zunächst eine Erhöhung des kompletten Podiums vorgenommen, was zwar substantielle Verbesserungen brachte, aber immer noch nicht zur vollen Zufriedenheit von Karajan führte.
- 1973 wurde im Rahmen von Fernsehaufnahmen aus ästhetischen Gründen ein halbkreisförmiges Stufenpodium installiert, das die hinteren Orchesterteile anhob. Obwohl dieses nur als Provisorium gedacht war, wurde es von Karajan in seinen Aufführungen fortan permanent verwendet, weil er vom klanglichen Effekt, der besseren Hörbarkeit der einzelnen Musiker, überzeugt war.[34] Die Verwendung brachte einen nicht unwesentlichen Aufwand mit sich, weil die Konstruktion für andere Konzerte jeweils wieder entfernt werden musste, was den Einsatz von Fachkräften bedeutete. Aus Sicherheitsgründen musste die Verwendung des Podestes schon nach einem Jahr wieder beendet werden.
- Im Sommer 1975 wurde schließlich das Podium in seiner heutigen Form installiert, das auf einem Entwurf Edgar Wisniewskis beruht. Die halbkreisförmige Stufenform ist im Ganzen und in Teilen maschinell justierbar und kann so an verschiedene Konzertsituationen angepasst werden.

Ein physikalischer Umstand kann allerdings auch durch bauliche Akustikmaßnahmen nicht verändert werden: Naturgemäß ist das subjektive Klangbild auf den bühnennahen Plätzen seitlich vom und hinter dem Orchester unausgewogener. Zunächst werden besonders nahe Instrumentengruppen hier betonter wahrgenommen als aus weiterer Distanz oder in den klassischen Blöcken (A–C), weil hier die relativen Amplitudenunterschiede schlicht größer sind. Ein weiteres Problem entsteht auf diesen Plätzen zusätzlich durch die Direktionalität der Instrumente, was sich beispielsweise bei Blechbläsern stark bemerkbar macht, und am größten bei Solistengesang ist. „Das solistische Sängerkonzert wird daher immer ein gewagtes Experiment in der Philharmonie bleiben“ befand der verantwortliche Akustiker Lothar Cremer, während Chöre seiner Meinung nach keine derartigen Schwierigkeiten bereiteten.

### Hörbarkeit der Musiker untereinander
Entgegen der Vermutung vieler Besucher sind die über der Bühne hängenden konvexen Schallelemente nicht primär für das Publikum angebracht worden, sondern für die Musiker: Bei der Deckenhöhe von 22 m über dem Podium verkürzen diese aus GFK gefertigten Reflektoren den Schallweg der frühen Reflexionen, sodass die Hörbarkeit der Instrumentalisten untereinander gewährleistet ist. Auf den bühnennahen Publikumsplätzen und insbesondere im mittleren Parkett sorgen die Reflektoren jedoch auch für akustisch als angenehm empfundene Zwischenreflexionen. Die oft auch als „Wolken“ bezeichneten Elemente sind in Höhe und Neigung leicht verstellbar. Ursprünglich hatte Scharoun einen einzelnen großen Reflektor geplant, dieser wurde dann jedoch in zehn einzelne aufgeteilt. Auf Wunsch Scharouns wurde deren Größe aus ästhetischen Gründen gegenüber dem Entwurf Cremers reduziert, zur Eröffnung hingen diese kleineren Reflektoren von der Decke des Saals. Schon in der Pause nach der ersten Spielzeit allerdings wurden sie gegen die größeren Reflektoren ausgetauscht, wie sie noch heute zu sehen sind.

## Gedenken
Am 10. Mai 2025 wurden vor ihrer ehemaligen Arbeitsstätte, Berlin-Tiergarten, Herbert-von-Karajan-Straße 1, ein Kopfstein und vier Stolpersteine für ehemalige Musiker der Philharmonie verlegt.

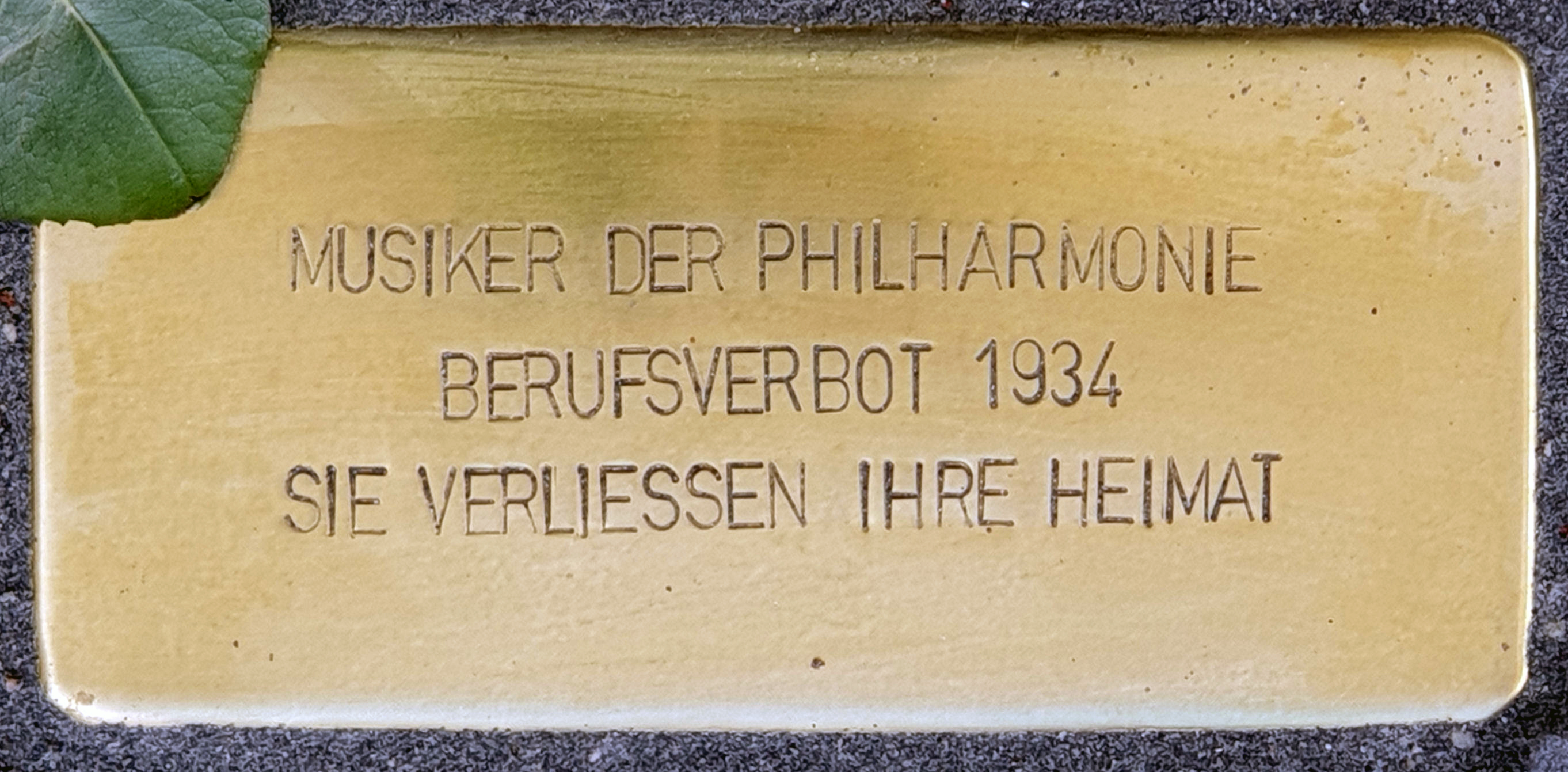
Musiker der Philharmonie
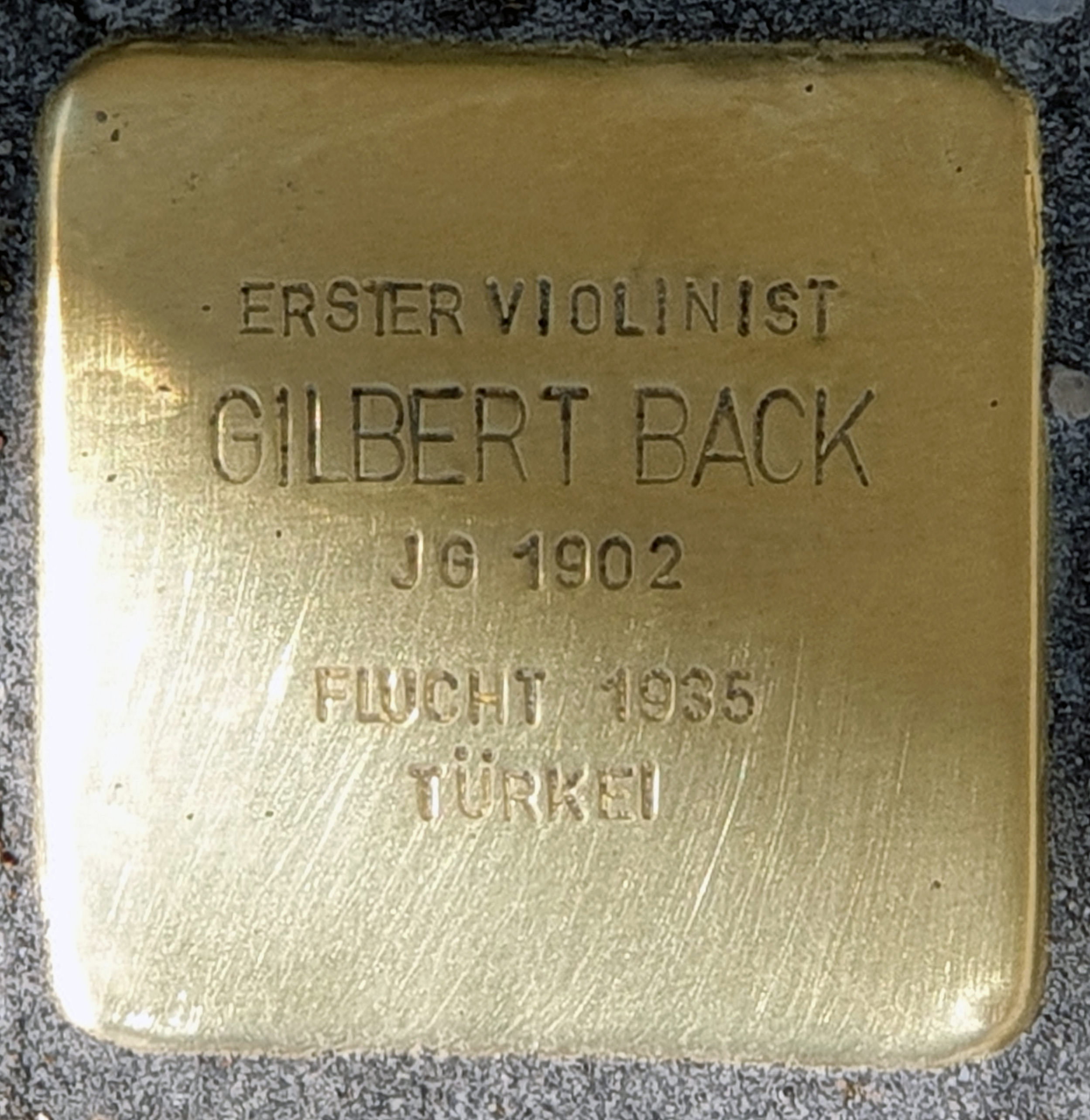
Gilbert Back
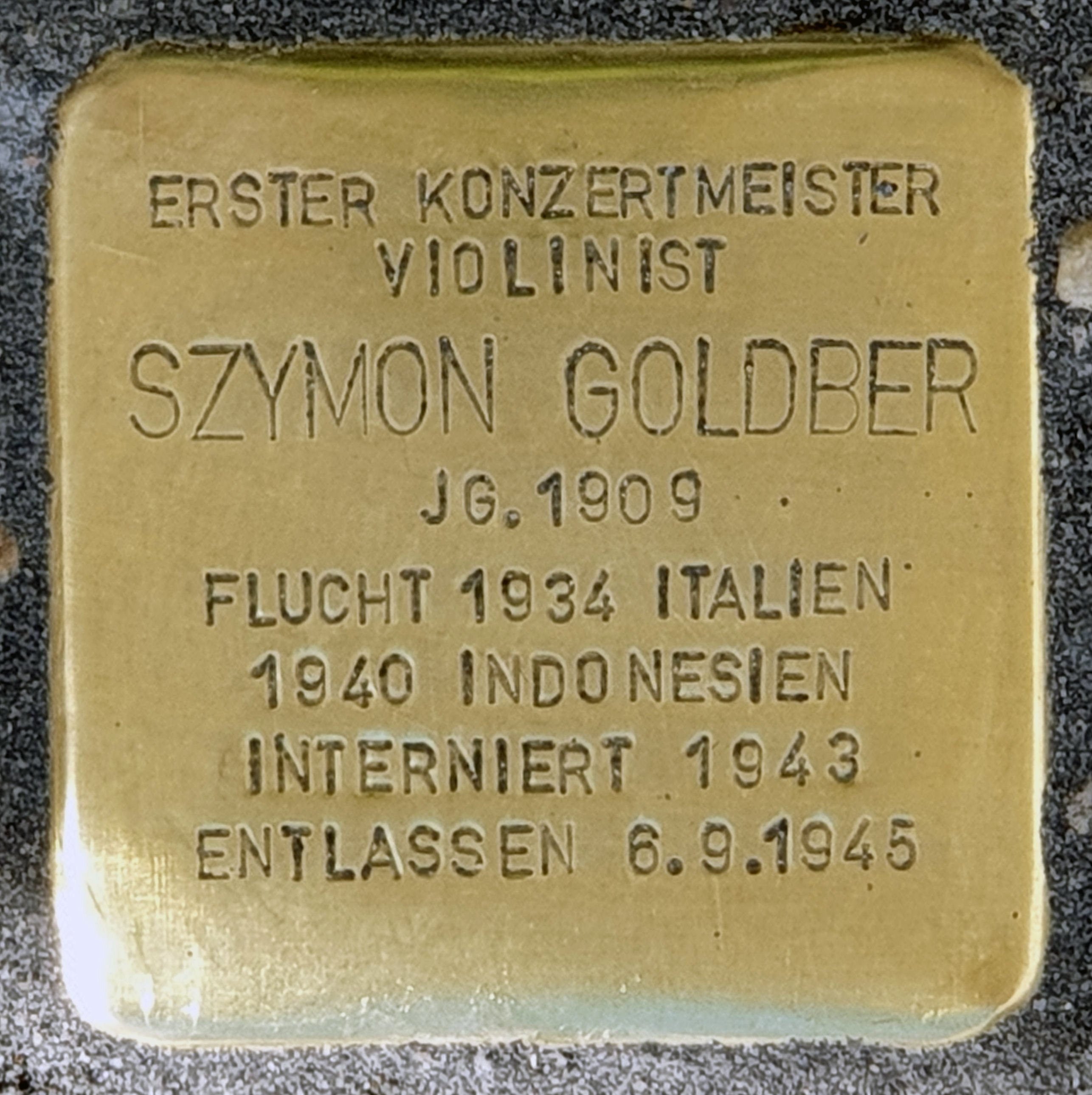
Szymon Goldberg
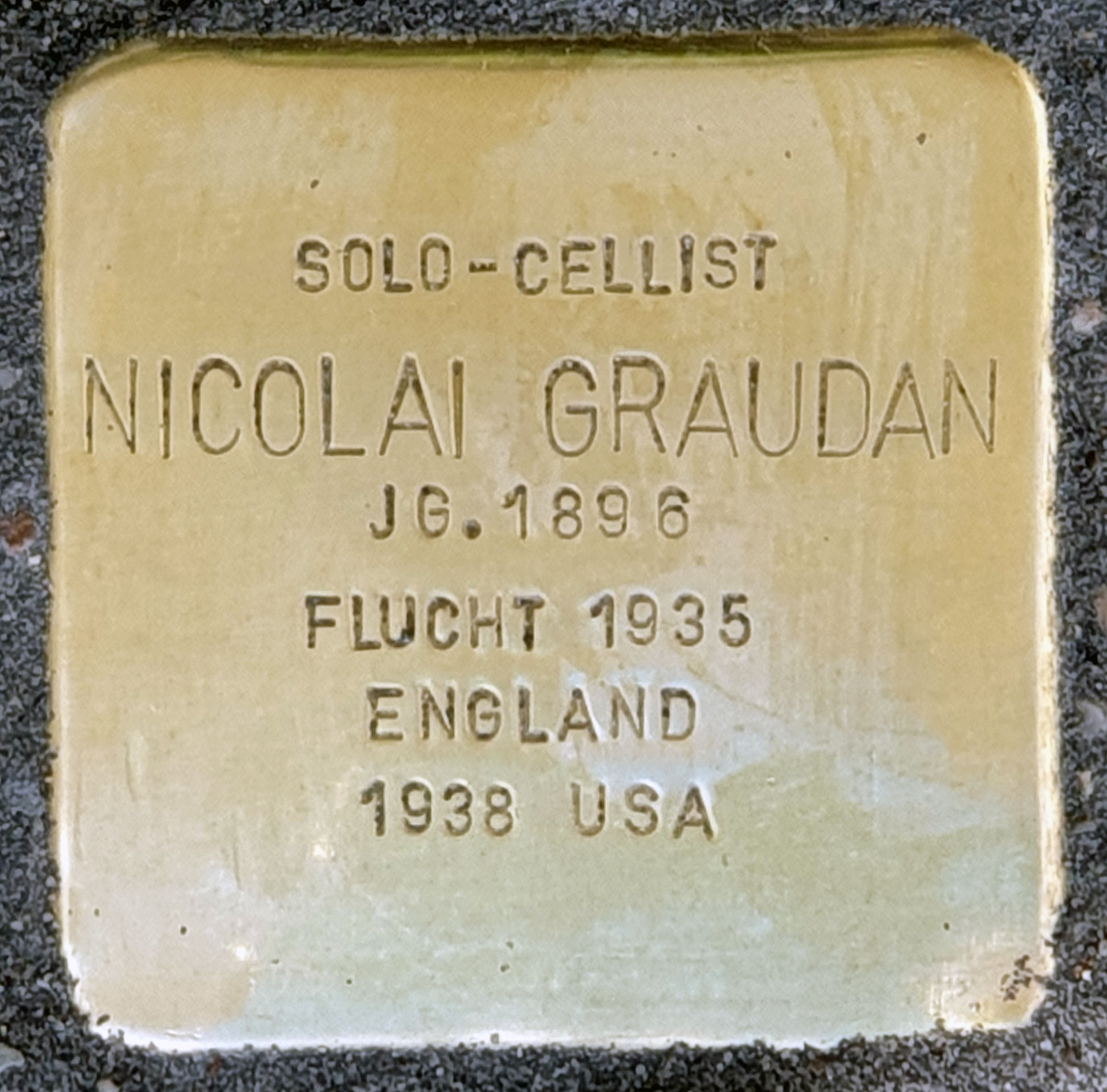
Nicolai Graudan
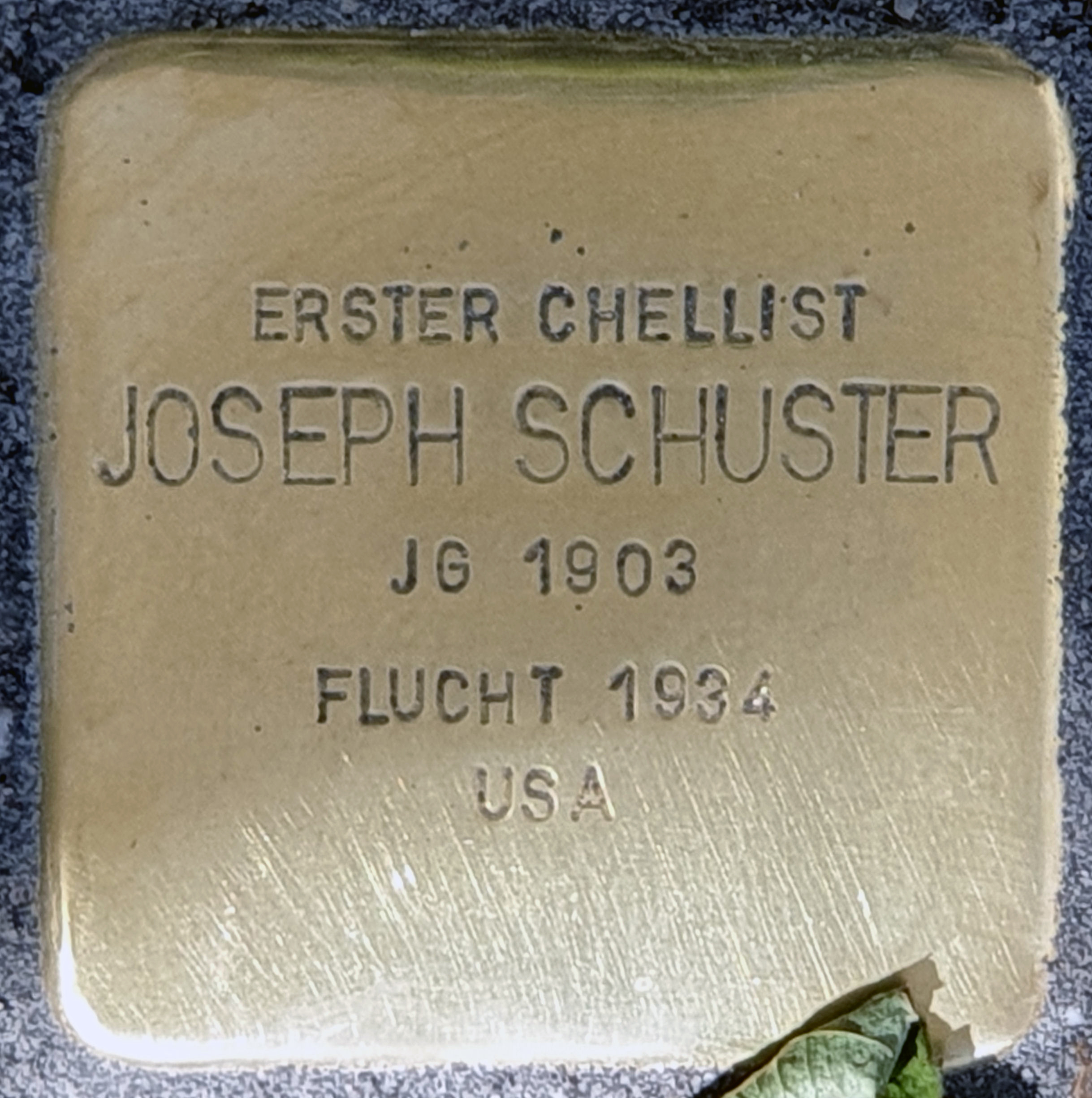
Joseph Schuster

## Livestream-Technik
Seit November 2008 werden Konzerte mit der internen Ton- und Video-Technik der Philharmonie als Livestream mit hoher Bild- und Tonqualität gesendet und als Archivmaterial im Internet angeboten („Digital Concert Hall“). Wie die bahnbrechende Architektur entspricht die unauffällig integrierte Videotechnik den vor allem von Herbert von Karajan angestrebten „technischen Avantgardismus“.

## Orgel
Die Philharmonie verfügt über eine zweiteilige Orgelanlage.

### Hauptorgel

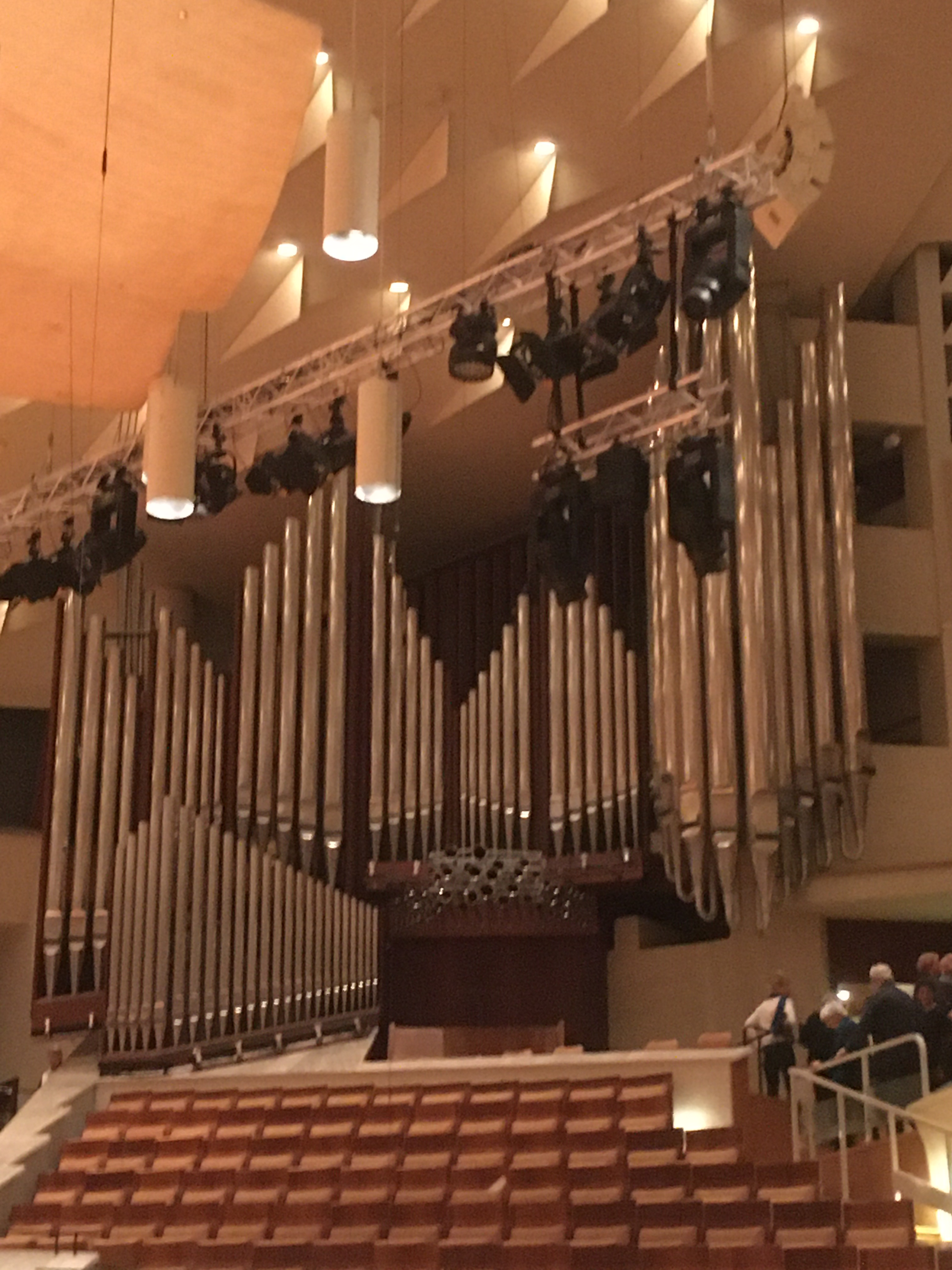
Die Hauptorgel

Die Berliner Firma Karl Schuke erbaute 1965 eine viermanualige Orgel, die 1992 im Zuge der großen Saalrenovierung überarbeitet wurde. 2011 erfolgten der Einbau eines neuen elektrischen Spieltisches mit Setzeranlage, eines neuen Koppelsystems, neuer Schwellmotore sowie einer zusätzlichen Windmaschine. 2012 wurden sechs Register hinzugefügt, darunter zwei in horizontaler Bauweise. Parallel hierzu erfolgte die Umintonation einiger Register, die Aufdoppelung der Schwellwerkswände sowie eine Teilreinigung. 2018 wurden drei Zungenregister erneuert und im Pedal ein akustischer Flötbass 32′ hinzugefügt, 2019 wurde im Pedal das akustische Register Gravissima 64′ hinzugefügt.
Das Instrument verfügt damit über 77 Register, wobei die 2012 hinzugefügten Register Tuba 16′ und Tuba 8′ keinem bestimmten Werk zugeordnet sind. Sie können von allen Manualen und vom Pedal angespielt werden, die Orgelbaufirma verwendet hierfür in der Tradition des Orgelbaus im englischsprachigen Raum den Begriff Floating-Werk.
| I Hauptwerk C–a3 |                      |        |        |
| 01.              | Principal            | 16′    |        |
| 02.              | Oktave               | 08′    |        |
| 03.              | Doppelflöte          | 08′    | (2012) |
| 04.              | Rohrflöte            | 08′    |        |
| 05.              | Oktave               | 04′    |        |
| 06.              | Gedacktflöte         | 04′    |        |
| 07.              | Nassat               | 02 ⁄3′ |        |
| 08.              | Oktave               | 02′    |        |
| 09.              | Mixtur major VI–VIII | 02′    |        |
| 10.              | Mixtur minor IV      | 02⁄3′  |        |
| 11.              | Bombarde             | 16′    | (2018) |
| 12.              | Trompete             | 08′    | (2018) |
| 13.              | Bassethorn           | 08′    |        |

| II Positiv C–a3 |                 |        |
| 14.             | Quintadena      | 16′    |
| 15.             | Principal       | 08′    |
| 16.             | Spillpfeife     | 08′    |
| 17.             | Gedackt         | 08′    |
| 18.             | Oktave          | 04′    |
| 19.             | Blockflöte      | 04′    |
| 20.             | Waldflöte       | 02′    |
| 21.             | Sesquialtera II | 02 ⁄3′ |
| 22.             | Nassat          | 01 ⁄3′ |
| 23.             | Mixtur IV–VI    | 01 ⁄3′ |
| 24.             | Cymbel III      | 01 ⁄3′ |
| 25.             | Cor anglais     | 16′    |
| 26.             | Cromorne        | 08′    |
|                 | Tremulant       |        |

| III Récit (schwellbar) C–a3 |                     |         |        |
| 27.                         | Bordun              | 16′     |        |
| 28.                         | Holzflöte           | 08′     |        |
| 29.                         | Gambe               | 08′     | (2012) |
| 30.                         | Gedackt             | 08′     |        |
| 31.                         | Voix céleste        | 08′     | (2012) |
| 32.                         | Principal           | 04′     |        |
| 33.                         | Flûte douce         | 04′     |        |
| 34.                         | Quintflöte          | 02 ⁄3′  |        |
| 35.                         | Nachthorn           | 02′     |        |
| 36.                         | Terz                | 01 3⁄5′ |        |
| 37.                         | Flageolett          | 01′     |        |
| 38.                         | Forniture V         | 02 ⁄3′  |        |
| 39.                         | Scharffcymbel III   | 01⁄2′   |        |
| 40.                         | Trompete            | 16′     |        |
| 41.                         | Trompete harmonique | 08′     |        |
| 42.                         | Oboe                | 08′     |        |
| 43.                         | Clairon             | 04′     |        |
|                             | Tremulant           |         |        |

| IV Oberwerk (schwellbar) C–a3 |              |         |        |
| 44.                           | Salicional   | 08′     | (2012) |
| 45.                           | Holzgedackt  | 08′     |        |
| 46.                           | Gemshorn     | 08′     |        |
| 47.                           | Principal    | 04′     |        |
| 48.                           | Rohrflöte    | 04′     |        |
| 49.                           | Oktave       | 02′     |        |
| 50.                           | Gemshorn     | 02′     |        |
| 51.                           | Terz         | 01 3⁄5′ |        |
| 52.                           | Quinte       | 01 ⁄3′  |        |
| 53.                           | Septime      | 01 ⁄7′  |        |
| 54.                           | Sifflöte     | 01′     |        |
| 55.                           | None         | 08⁄9′   |        |
| 56.                           | Scharff IV–V | 01′     |        |
| 57.                           | Dulcian      | 16′     |        |
| 58.                           | Voix humaine | 08′     |        |
|                               | Tremulant    |         |        |

| Auxiliaire C–a3 |                 |     |
| 59.             | Tuba en chamade | 16′ |
| 60.             | Tuba en chamade | 08′ |

| Pedal C–g1 |            |     |        |
| 61.        | Gravissima | 64' | (2019) |
| 62.        | Principal  | 32′ |        |
| 63.        | Flötbass   | 32' | (2018) |
| 64.        | Principal  | 16′ |        |
| 65.        | Flötenbass | 16′ |        |
| 66.        | Subbass    | 16′ |        |

| (Fortsetzung Pedal) |                |     |
| 67.                 | Zartbass (Tr.) | 16′ |
| 68.                 | Oktave         | 08′ |
| 69.                 | Gedackt        | 08′ |
| 70.                 | Oktave         | 04′ |
| 71.                 | Rohrpommer     | 04′ |
| 72.                 | Bauernflöte    | 02′ |

| (Fortsetzung Pedal) |               |        |        |
| 73.                 | Hintersatz VI | 02 ⁄3′ |        |
| 74.                 | Posaune       | 32′    | (2018) |
| 75.                 | Posaune       | 16′    |        |
| 76.                 | Fagott        | 16′    |        |
| 77.                 | Trompete      | 08′    |        |
| 78.                 | Schalmei      | 04′    |        |

- Anmerkungen:

1. 1 2  akustisches Register.

### Chororgel

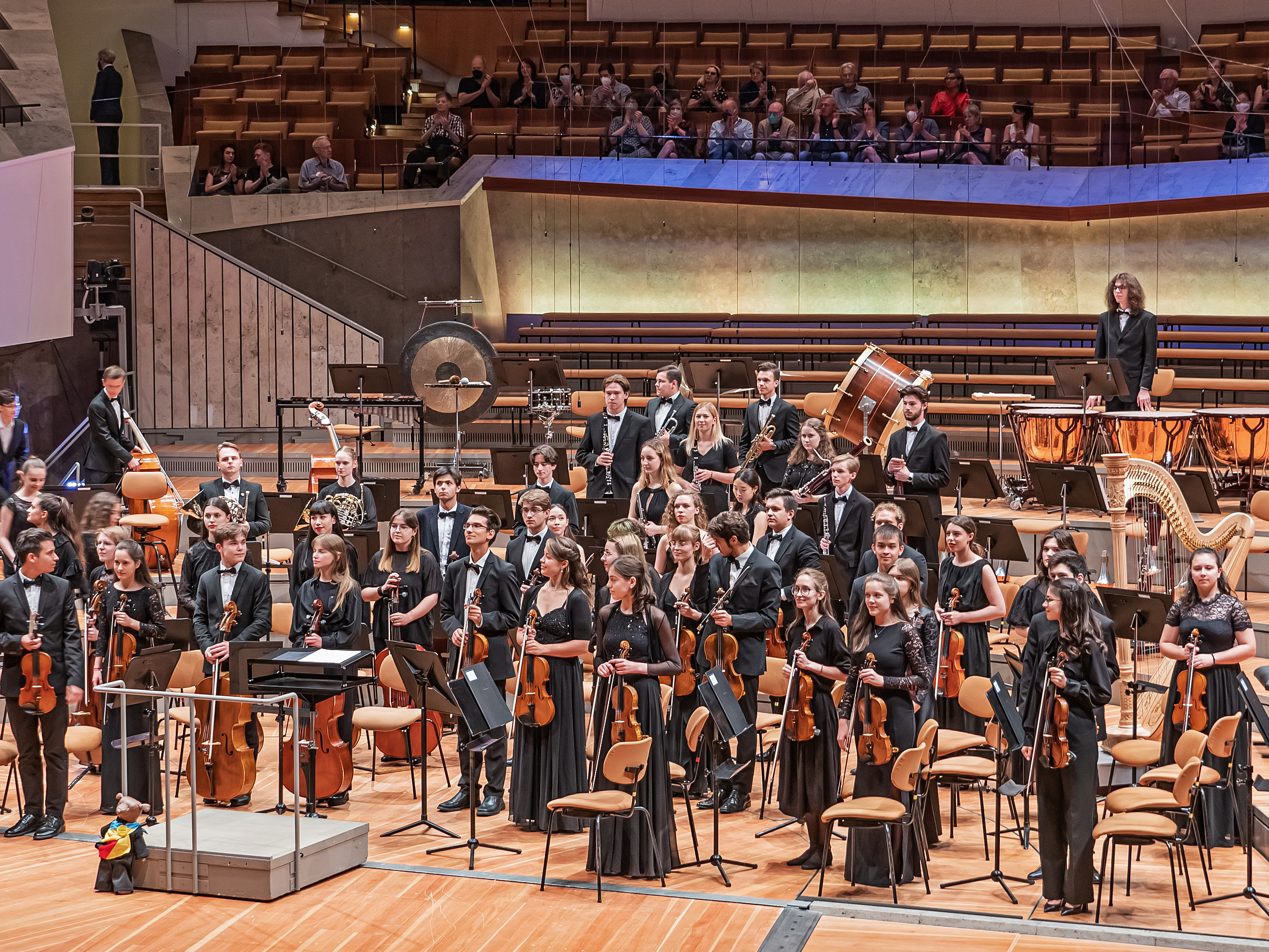
Chororgel (links im Hintergrund)

Die Chororgel links und rechts der Bühne wurde ebenfalls 1965 von der Berliner Orgelbaufirma Schuke erbaut und 2016 umgestaltet, dabei wurden vier Register ersetzt und zwei Bordunregister 16′ und 8′ im Hauptwerk als Transmission aus dem Subbass 16′ des Pedalwerks hinzugefügt. Chor- und Hauptorgel sind vom elektrischen Spieltisch aus gemeinsam spielbar.
| Chororgel links (schwellbar) C–a3 |                 |     |     |
| 1.                                | Bourdon (Tr.)   | 16′ |     |
| 2.                                | Principal       | 08′ |     |
| 3.                                | Bourdon (Tr.)   | 08′ |     |
| 4.                                | Gemshorn        | 08′ |     |
| 5.                                | Oktave          | 04′ |     |
| 6.                                | Trichterflöte   | 02′ |     |
| 7.                                | Basson Hautbois | 08′ | (n) |
|                                   | Tremulant       |     |     |

| Chororgel rechts (schwellbar) C–a3 |                  |       |     |
| 08.                                | Flûte harmonique | 8′    | (n) |
| 09.                                | Salicional       | 8′    |     |
| 10.                                | Prinzipalflöte   | 4′    |     |
| 11.                                | Sesquialtera II  | 2 ⁄3′ | (n) |
| 12.                                | Waldflöte        | 2′    |     |
| 13.                                | Clarinette       | 8′    | (n) |
|                                    | Tremulant        |       |     |

| Pedal C–g1 |              |     |
| 14.        | Subbass 0000 | 16′ |

- Anmerkung

(n) = nachträglich (2016) hinzugefügtes Register

## Die Berliner Philharmonie als Vorbild für andere Konzertsäle

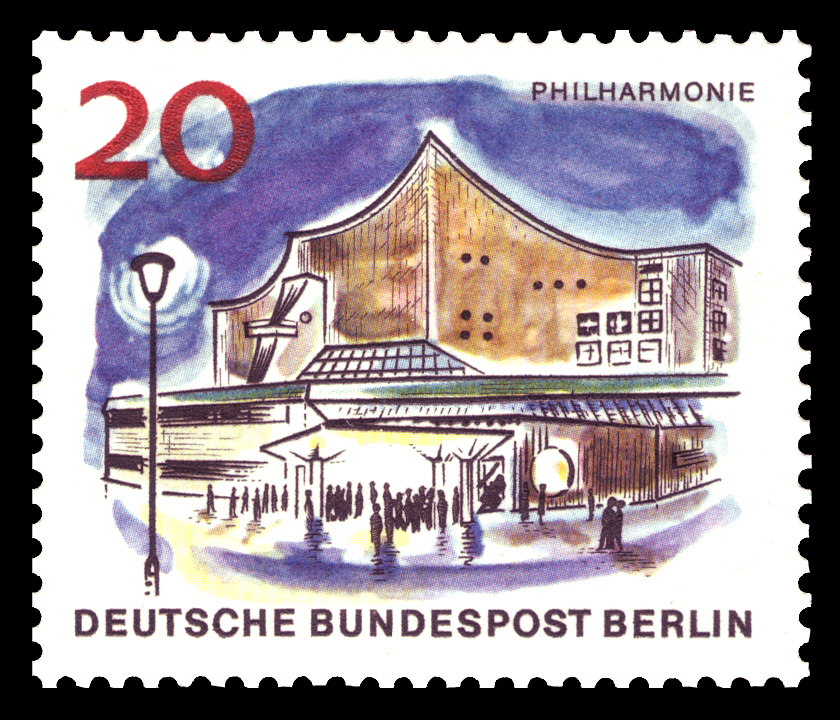
Berliner Philharmonie auf einer 20 Pfennig-Sondermarke der Bundespost Berlin, 1965

Die Philharmonie war das erste Konzerthaus, bei dem das Podium inmitten des Publikums positioniert wurde. Dieses Konzept wurde in der Folge von zahlreichen anderen Planungen übernommen, dazu gehören beispielsweise:
- Opera House in Sydney (Jørn Utzon, 1973)
- Boettcher Concert Hall in Denver (Hardy Holzman Pfeiffer, 1978)
- Gewandhaus in Leipzig (Rudolf Skoda & Volker Sieg, 1981)
- Suntory Hall in Tokio (Shōichi Sano, 1986)

Inzwischen hat sich das Layout als ein Standard für Konzertsäle durchgesetzt. Zu den prominenteren Neubauten im 21. Jahrhundert zählen beispielsweise:
- Parco della Musica in Rom (Renzo Piano, 2002)
- Walt Disney Concert Hall in Los Angeles (Frank Gehry, 2003)
- DR Koncerthuset in Kopenhagen (Jean Nouvel, 2009)
- Musiikkitalo in Helsinki (Marko Kivistö, 2011)
- Philharmonie in Paris (Jean Nouvel, 2015)
- Elbphilharmonie in Hamburg (Herzog & de Meuron, 2016)[42]

Das Dach der Hamburger Elbphilharmonie weist zudem eine geschwungene Form auf, ähnlich wie das Dach der Berliner Philharmonie.

## Dokumentarfilme
- Stradivari aus Beton. Die Berliner Philharmonie. Deutschland 2003, 30 min; Buch und Regie: Andreas Knaesche und Gisela Lerch, Produktion: rbb. Erstsendung: 15. Oktober 2003 (40. Jahrestag der Eröffnung).
- Die Philharmonie Berlin. Ein Fünfeck mit Aura. Deutschland 2013, 43:40 min, Buch und Regie: Alexander Lück, Produktion: finkernagel & lück, rbb. Erstsendung: 15. Oktober 2013 (50. Jahrestag der Eröffnung).[43]
- Kathedralen der Kultur. Deutschland 2014, 164 min. Sechs Regisseure porträtieren sechs einzigartige Bauwerke,[44] darunter Wim Wenders, der die Berliner Philharmonie vorstellt (26 min).[45]